# Guizotia
Guizotia là một chi thực vật có hoa trong họ Cúc (Asteraceae).

## Loài
Chi Guizotia gồm các loài: